# Donja Zleginja
Donja Zleginja (cyr. Доња Злегиња) – wieś w Serbii, w okręgu rasińskim, w gminie Aleksandrovac. W 2011 roku liczyła 239 mieszkańców.